# Ghost of Tsushima
Ghost of Tsushima – przygodowa gra akcji stworzona przez studio Sucker Punch Productions, wydana przez Sony Interactive Entertainment 17 lipca 2020 na platformie PlayStation 4. Gracz wciela się w Jina Sakaia – samuraja podejmującego się zadania ochrony Cuszimy podczas mongolskiej inwazji na Japonię, muszącego wybrać pomiędzy przestrzeganiem kodeksu wojownika, nakazującym honorową walkę, a używaniem praktycznych, ale niehonorowych metod. W grze dostępny jest duży otwarty świat, który postać może przemierzać pieszo lub konno. Jin może stawać do bezpośredniej walki z przeciwnikami, używając do tego katany, albo zostać legendarnym wojownikiem – „Duchem” – eliminując wrogów po cichu. W październiku 2020 dodano tryb wieloosobowy, Ghost of Tsushima: Legends, we wrześniu 2021 udostępniony jako samodzielna gra.
Sucker Punch rozpoczęło prace nad grą w 2014 roku, niedługo po premierze Infamous: First Light, chcąc odejść od serii Infamous i stworzyć grę, w której duży nacisk położony będzie na walkę w zwarciu. Twórcy współpracowali z Japan Studio, dwukrotnie odwiedzili Cuszimę, chcąc, żeby gra była jak najbardziej autentyczna pod względem kulturowym i historycznym. Znaczącą inspiracją dla twórców było kino samurajskie, przede wszystkim filmy Akiry Kurosawy, oraz komiks Usagi Yojimbo. Krajobraz i minimalistyczny styl artystyczny zainspirowane zostały przez Shadow of the Colossus, a pojawiające się w grze miejsca zaprojektowano tak, żeby stanowiły „mokry sen fotografa”. Chociaż przedstawiona w grze wyspa kształtem przypomina Cuszimę, autorom nie przyświecał cel idealnego jej odwzorowania. Ścieżkę dźwiękową napisał Ilan Eshkeri przy współpracy z Shigeru Umebayashim.
W sierpniu 2021 – również na PlayStation 5 – ukazała się rozszerzona wersja gry z podtytułem Director’s Cut, zawierająca dodatek fabularny Wyspa Iki. 16 maja 2024 wersja reżyserska pojawiła się też na platformie Microsoft Windows.
Po premierze gra spotkała się z uznaniem krytyków, chwalących walkę, fabułę, postacie, aktorstwo i muzykę, z pewną krytyką spotkały się jednak implementacja elementów skradankowych i struktura otwartego świata. Gra okazała się sukcesem komercyjnym, do lipca 2022 rozchodząc się w ponad 9,73 mln egzemplarzy, będąc jedną z najszybciej sprzedających się gier Sony. Zdobyła kilka nominacji w zestawieniach końcoworocznych, w tym m.in. do The Game Awards 2020 dla najlepszej gry. W planach znajduje się filmowa ekranizacja oraz kontynuacja gry – Ghost of Yōtei.

## Rozgrywka
Ghost of Tsushima to fabularna gra akcji z elementami skradanki przedstawiona z perspektywy trzeciej osoby. Żeby osiągnąć cel, gracz może wykorzystać różne metody. Bezpośrednia konfrontacja z przeciwnikami przy użyciu katany, nazywana prowokacją, może skutkować zadaniem serii śmiertelnych ciosów licznym wrogom. W walce Jin przyjmuje inne postawy bojowe w zależności od rodzaju przeciwnika, z jakim się mierzy: postawę kamienia przeciwko szermierzom, wody przeciwko tarczownikom, wiatru przeciwko włócznikom i księżyca przeciwko osiłkom. Postawy te odblokowywane są po przeprowadzeniu obserwacji albo zabiciu mongolskich przywódców. Ostatecznie poznaje również postawę ducha, pozwalającą przez krótki czas na zabijanie przeciwników jednym cięciem. Żeby odblokować określoną postawę, Jin musi zabić mongolskiego przywódcę po cichu albo zlikwidować kilku przeciwników. Do przełamania obrony wroga niezbędne jest ogłuszenie go albo sparowanie jego ataku, zanim ten ponownie stanie się wrażliwy na ciosy. Postać może korzystać także z łuku, strzelając różnego rodzaju strzałami, a w pewnym momencie stawać do pojedynków z dysponującymi taktykami ofensywnymi bohaterami niezależnymi pełniącymi funkcję bossów. Wyższy poziom trudności jest trybem bardziej realistycznym, w którym zarówno Jin, jak i przeciwnicy zadają sobie nawzajem znacznie większe obrażenia, a walki z niebossami kończą się po wyprowadzeniu jednego lub dwóch ataków.
Postać może również skradać się, żeby unikać wrogów albo zabijać ich po cichu. W miarę postępów w grze odblokowywane są serie skrytobójstw, pozwalające Jinowi na ciche zlikwidowanie kolejno kilku wrogów. W arsenale ducha – wojownika cichego, ale walczącego też niehonorowo, nie twarzą w twarz – znajdują się m.in. petardy i dzwonki wietrzne umożliwiające odwrócenie uwagi przeciwników, bomby dymne dezorientujące zaalarmowanych wrogów, kunaie do rzucania oraz materiały wybuchowe, zabijające większe grupki Mongołów. Na dalszym etapie postać zyskuje również dostęp do dmuchawki, pozwalającej wystrzeliwać zatrute strzałki, sprawiające, że trafiony przeciwnik natychmiast zginie albo zacznie w szale atakować swoich sojuszników. Wykonując finezyjne działania, np. skrytobójstwo czy parowanie, Jin zwiększa swój „hart ducha”, który może następnie wykorzystać do wykonania ciosów specjalnych albo zignorowania bólu, co przekłada się na odnowienie części zdrowia.
Gra osadzona jest w dużym otwartym świecie, który gracz może eksplorować samodzielnie bądź będąc prowadzonym przez kierunek wiatru, pieszo albo konno. Odblokowywane podczas fabuły przedmioty, jak np. kaginawa, pozwalają dotrzeć do normalnie niedostępnych obszarów. Trzy wyspy składające się na Cuszimę odblokowywane są w miarę postępu w głównym wątku fabularnym. Gra rozpoczyna się na Izuharze, następnie postać trafia na Totoyamę i Kamiagatę. Podążając szlakiem bram torii i wykonując powiązane z nimi wyzwanie platformowe, postać dociera do chramów shintō, w których znajduje talizmany zapewniające jej pasywne korzyści, np. redukcja otrzymywanych obrażeń czy sprawienie, że przeciwnik potrzebuje więcej czasu na zauważenie Jina.  Wilgi maskowe mogą zaprowadzić Jina do miejsc wartych uwagi, takich jak np. onseny zwiększające maksymalny poziom zdrowia, bambusowe stojaki na stałe podnoszące maksymalny hart ducha, filary honoru pozwalające znaleźć akcesoria kosmetyczne do broni i pancerzy, czy miejsca, w których Jin może medytować i układać haiku, natomiast lisy mogą zaprowadzić bohatera do kapliczek ōkami Inari, zwiększających liczbę talizmanów, jakie Jin może nosić jednocześnie.
Wioski i obozy można wyzwalać spod kontroli Mongołów poprzez wyeliminowanie wszystkich wrogów stacjonujących na danym obszarze oraz wykonanie zadań specjalnych. W grze dostępne są zadania poboczne, gracz może wchodzić też w interakcje z bohaterami niezależnymi. Wykonanie takiego zadania albo pomoc komuś nagradzana jest pomniejszymi talizmanami oraz darami, które Jin może zbierać przy ołtarzach. Seria zadań pobocznych Mityczne opowieści pozwala na zdobycie unikatowych pancerzy i ataków specjalnych. Każdy zestaw pancerza opisany jest innymi właściwościami, zapewniającymi różne premie w walce. Większość zestawów może zostać ulepszona po znalezieniu w świecie gry odpowiedniej liczby surowców. Wygląd Jina można zmienić nosząc różne maski, hełmy czy opaski.

### Gra wieloosobowa
Tryb wieloosobowy, Ghost of Tsushima: Legends, dodano pod koniec 2022 roku. Gracze mogą wejść do niego albo z poziomu głównego menu gry, albo rozmawiając z bajarzem Gyozenem w trakcie kampanii fabularnej. Tryb inspirowany jest mitologią japońską, a gracze walczą w nim z nadprzyrodzonymi istotami. W Legends dostępne są cztery klasy postaci: samuraj (wytrzymały wojownik zadający duże obrażenia), łowca (specjalista od ataków dystansowych),  rōnin (medyk leczący resztę zespołu) oraz zabójca (asasyn atakujący znienacka i zabijający jednym ciosem). Im więcej meczów rozegra gracz, tym większa stanie się jego „ranga”, pozwalająca na odblokowywanie przeznaczonych dla poszczególnej klasy umiejętności i przedmiotów kosmetycznych. Skuteczność postaci w walce określana jest przez poziom „ki” noszonej przez nią sprzętu – im jest on wyższy, tym bardziej zabójcze wyposażenie, co pozwala wykonywać misje na wyższych poziomach trudności.
W Legends dostępne są trzy tryby gry: „opowieści”, w którym dwóch graczy wykonuje zadania i cele fabularne; „przetrwanie”, w którym gracz musi przetrwać piętnaście kolejnych fal przeciwników, oraz „rajd”, w którym naprzeciw siebie w trybie przetrwania stają dwie drużyny graczy.

## Opis

### Postacie
Główny bohater, Jin Sakai, jest głową i ostatnim żyjącym członkiem samurajskiego klanu Sakaiów, a zarazem bratankiem pana Shimury – jitō Cuszimy. W trakcie wyzwalania wyspy zyskuje kilkoro sojuszników, w tym złodziejkę Yunę; jej brata – kowala Takę; onna-bugeishę panią Masako Adachi; mistrza łucznictwa kyūdō Sadanobu Ishikawę; kupca i szachraja Kenjiego; sōheia Noria; opiekunkę klanu Sakaiów Yuriko; oraz Ryūza, przyjaciela z dzieciństwa, a obecnie przywódcę niesławnej grupy rōninów znanej jako Słomiane Kapelusze. Głównym antagonistą jest bezwzględny i przebiegły generał imperium mongolskiego, Khotun-chan – kuzyn Kubilaja i wnuk Czyngisa.

### Fabuła
W 1274 roku armia Mongołów przypuszcza inwazję na Cuszimę. Jin Sakai wraz z grupą osiemdziesięciu innych samurajów, dowodzonych przez jego wuja Shimurę, zamierza opóźnić atak. Bitwa kończy się klęską obrońców – armia samurajów zostaje rozbita, Shimura wzięty do niewoli, a poważnie ranny Jin pozostawiony na śmierć. Zostaje uratowany przez złodziejkę Yunę, a kiedy odzyskuje przytomność, dowiaduje się, że połowa wyspy została już zdobyta przez Mongołów. Jin podejmuje próbę odbicia Shimury z zamku Kaneda, który chan wybrał na swoją twierdzę, zostaje jednak pokonany. Zdając sobie sprawę, że nie pokona Mongołów w pojedynkę ani przestrzegając rygorystycznie samurajskich zasad, rozpoczyna werbowanie sojuszników i naukę nowych technik walki, żeby oswobodzić Shimurę – według wielu będącego jedyną osobą zdolną zjednoczyć wyspę i odeprzeć najeźdźców. Udaje mu się zwerbować Yunę, jej brata Takę, Ishikawę, Masako Adachi i swojego dawnego znajomego, Ryūza. W międzyczasie mieszkańcy wyspy zaczynają nazywać go „Duchem”, utrapieniem Mongołów. Ostatecznie Jinowi i jego poplecznikom udaje się odbić zamek i Shimurę. Chan, wspierany przez Ryūza, który zdradził swoich sojuszników, ucieka w głąb wyspy, zajmując warownię Shimurów.

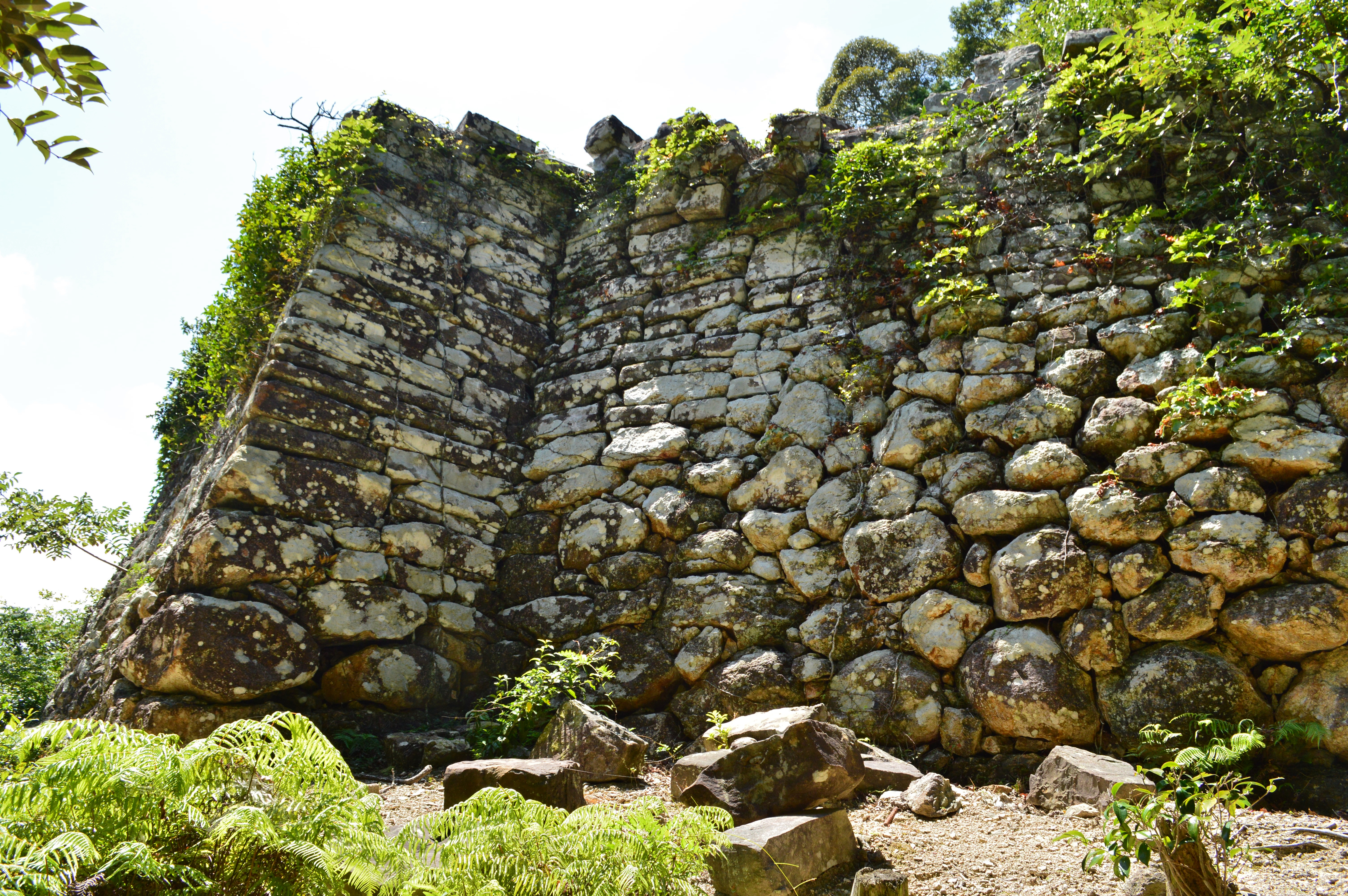
Ruiny zamku Kaneda

Jin pozyskuje nowych sojuszników – Noria i żołnierzy ze zbuntowanej prowincji Yarikawa. Za namową Shimury, angażuje przemytnika Gora, żeby doręczył na Honsiu wiadomość dla sioguna z prośbą o przysłanie samurajów. Po odzyskaniu rodzinnej zbroi konfrontuje się z Ryūzem i zostaje pojmany przez chana razem z Taką. Kiedy odmawia skapitulowania, Khotun w ramach kary zabija Takę. Po ucieczce Jin przegrupowuje się z pozostałymi samurajami i przypuszcza atak mający na celu odbicie zamku Shimura. Jin sprzeciwia się rozkazom swojego wuja, nakazującego honorową walkę, i zakrada się do zamku, gdzie zatruwa tojadem mongolski kumys oraz zabija Ryūza.
Armia chana zostaje przerzedzona, jednak sam przywódca ponownie ucieka na północ. Shimura, rozwścieczony pokonaniem wroga w tak niehonorowy sposób, próbuje zmusić Jina, żeby obiwnił za to zachowanie Yunę, ten jednak odmawia. Zostaje pojmany i osadzony w więzieniu, gdzie czeka na proces przed obliczem sioguna, ale udaje mu się uciec dzięki pomocy sojuszników. Po przegrupowaniu się z nimi odkrywa, że Mongołowie zaczęli wykorzystywać truciznę użytą na nich, którą mają zamiar wykorzystać na masową skalę po dotarciu na Honsiu. Ostatecznie udaje mu się wyśledzić, gdzie przebywa chan i wraz z poplecznikami przypuścić na niego ostatni atak, zabijając go na jego okręcie flagowym. Po śmierci Khotuna mongolska inwazja wytraca impet. Shimura wzywa Jina do siebie, informując go, że siogun – traktując „Ducha” jako zagrożenie – rozwiązał klan Sakaiów i nakazał zabicie Jina. Wuj i bratanek niechętnie toczą ze sobą honorowy pojedynek. Zwycięski Jin może oszczędzić wuja albo spełnić jego życzenie śmierci. Ostatecznie staje się wyjętym spod prawa przez sioguna Duchem Cuszimy, tracąc majątek ziemski i prawo do nazywania siebie samurajem.

## Produkcja
Ghost of Tsushima stworzony został przez studio Sucker Punch Productions, a nad grą pracowało około stu sześćdziesięciu osób. Produkcja rozpoczęła się w 2014 roku, po zakończeniu prac nad Infamous: Second Son i dodatkiem do niego, First Light. Po dziewięciu latach prac nad serią Infamous pracownicy studia uznali, że powinni zająć się czymś nowym. W fazie koncepcyjnej zdecydowano się na stworzenie gry z otwartym światem, w której duży nacisk położony zostanie na walkę w zwarciu. Zanim ostatecznie zdecydowano się na feudalną Japonię, rozważano również inne miejsca akcji i motywy, takie jak piraci, szkocki banita Rob Roy MacGregor czy trzej muszkieterowie. Kiedy twórcy natknęli się na historyczne zapiski o inwazji Mongołów na Cuszimę z 1274 roku, „wszystko ułożyło się w spójną całość”. W 2020 roku wyciekł prototyp niezrealizowanego projektu Sucker Punch, osadzonego w realiach steampunkowych Prophecy, w którym znalazły się elementy rozgrywki zastosowane później w Ghost of Tsushima. Studio pracowało nad grą przez sześć lat, przez co stała się ona najdłużej realizowanym przezeń projektem. Prace nad grą zakończyły się 22 czerwca 2020, kiedy to poinformowano, że jest gotowa do wydania. Reżyserem gry był Nate Fox, a funkcję reżysera kreatywnego i artystycznego pełnił Jason Connell.

### Miejsce akcji i narracja

XIII-wieczne malowidło przedstawiające inwazję Mongołów na Japonię

Akcję gry postanowiono osadzić podczas mongolskiej inwazji na Cuszimę, ponieważ konflikt ten sprawiał, że „ludziom łatwo będzie go sobie od razu zwizualizować”. Ze względu na to, że Mongołowie dysponowali wówczas najbardziej zaawansowaną armią świata, Jin – a wraz z nim gracz – bez problemu uświadamiają sobie, że gra toczy się o wysoką stawkę. Żeby przedstawiony w Ghost of Tsushima świat był jak najbardziej autentyczny, twórcy na początku nawiązali współpracę z innym oddziałem Sony, SIE Japan Studio. Japończycy, podekscytowani pomysłem na grę, pomogli zorganizować około dziesięcioosobowej grupie pracowników Sucker Punch przelot do Japonii i na Cuszimę, gdzie odbyli oni jedenastodniową wycieczkę z historykiem. Zespół odwiedzał Japonię dwukrotnie – najpierw latem, a następnie w listopadzie, w rocznicę inwazji Japan Studio pomogło również nawiązać współpracę z historykami, z którymi twórcy konsultowali historię inwazji oraz miejscowe zwyczaje i tradycje. Konsultowano się również z ekspertami od japońskich dialektów, XIII-wiecznej religii japońskiej oraz ówczesnych kanji. Ide Ryūsetsu i Kuwami Masakumo Shike, eksperci od samurajskich sztuk walki, wzięli udział w sesjach przechwytywania ruchu oraz doradzali twórcom odnośnie do szermierki. W stworzeniu stylów walki przedstawionych w grze pomagał ekspert od historii szermierki, David Ishimaru. Początkowo zespół planował, żeby w grze pojawiły się postacie historyczne, wycofali się jednak z tego pomysłu, kiedy eksperci stwierdzili, że zostałoby to odebrane jako nietaktowne. W grze pojawiają się anachronizmy, wprowadzone przez twórców celowo jako bardziej pasujące do ich wizji artystycznej. Zbroje inspirowane są samurajskim ubiorem z okresu Sengoku (XVI-XVII w.); według Chrisa Zimmermana, jednego ze współzałożycieli studia, trzynastowieczne zbroje, ze względu na swój wygląd, nie wpisywały się w oczekiwania graczy odnośnie do wyglądu samuraja. W grze pojawia się również katana, „najważniejsza z samurajskich ikon”, chociaż bronią japońskich wojowników była w tamtym czasie tachi. Jin układa haiku, które pojawiło się dopiero w XVII w. Jeden z japońskich lokalizatorów gry zasugerował, żeby zamienić je na bardziej pasującą do epoki poezję waka, pomysł ten jednak odrzucono, ponieważ poza Japonią ten rodzaj poezji nie jest tak rozpoznawalny. Zmianę haiku na wakę zastosowano jedynie w japońskiej wersji gry.
Jednym z głównych celów, jaki przyświecał twórcom, były silne i dobrze napisane postacie. W odróżnieniu od gier z serii Infamous, w Ghost of Tsushima nie pojawia się system karmy, co pozwoliło zespołowi na napisanie spójniejszej historii, lepiej oddającej przemianę Jina z honorowego samuraja w legendarnego wojownika w celu ochrony swojego domu i porzucającego kodeks, w który wierzył przez całe życie. Wybory gracza nie są oddawane w postaci zero-jedynkowego systemu jak w Infamous, zamiast tego wplecione zostały w historię, a postacie niezależne reagują na nie z uznaniem albo z dezaprobatą. Według twórców, przedstawiona w grze historia umożliwia współczesnemu graczowi utożsamianie się z postacią, muszącą porzucić to, kim była, żeby „stać się czymś nowym”. Gracz może jednak nadal w każdym momencie przełączać się pomiędzy stylem samuraja i ducha, ponieważ przemiana w ducha nie neguje samurajskich korzeni Jina. Pomimo nieobecności systemu karmy, pogoda na Cuszimie staje się bardziej chmurna i burzowa, kiedy Jin często korzysta z technik ducha. Główny antagonista, Khotun-chan, nie przechodzi żadnej przemiany na przestrzeni całej gry. Chociaż jest bezlitosnym najeźdźcą, stara się zająć wyspę przy minimalnym rozlewie krwi, próbując stawiać na „biurokratyczny aspekt”. Patrick Gallagher, wcielający się w chana w angielskiej wersji, dołączył do obsady w 2017 roku, do roli przygotowując się poprzez oglądanie Ojca chrzestnego i korzystając z doświadczenia z Nocy w muzeum, gdzie zagrał Huna Attylę.

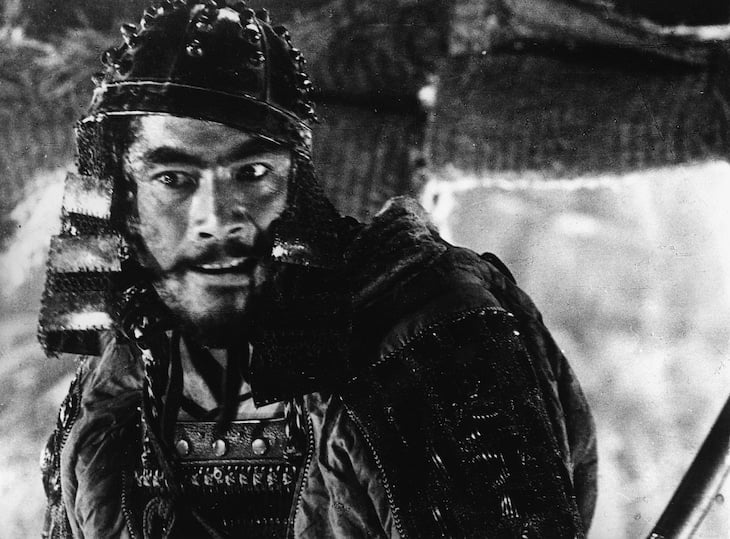
Siedmiu samurajów Akiry Kurosawy był jednym z filmów, które stanowiły inspirację dla twórców gry. Na zdjęciu aktor Toshirō Mifune

Chociaż według Foksa gra jest „całkowicie zakorzeniona w świecie rzeczywistym”, zespół wykorzystał wolność artystyczną, żeby stworzyć fikcyjną narrację. Pierwsza historyczna inwazja Mongołów nie doszła do skutku ze względu na huragan, co twórcy wykorzystali do tego, żeby katana Jina nosiła zdobienia nawiązująca do burzowego wiatru. Znaczącymi inspiracjami dla twórców było 13 zabójców Takashiego Miikego oraz filmy Akiry Kurosawy, w tym Siedmiu samurajów, Sanjūrō – samuraj znikąd, Straż przyboczna, Rudobrody czy Ran. Zakończenie Sanjūra bezpośrednio zainspirowało obecną w grze mechanikę „prowokacji”, w ramach której wojownik czeka, aż przeciwnik wykona pierwszy ruch, żeby zabić go jednym ciosem. Twórcy starali się przedstawić w grze kodeks wojownika z Siedmiu samurajów, dodatkowo zgłosili się do spadkobierców Kurosawy, żeby móc nazwać jego nazwiskiem czarno-biały tryb. Inną inspiracją był komiks Usagi Yojimbo opowiadający o króliku-samuraju rozwiązującym problemy zwykłych obywateli, który Fox czytał podczas prac nad grami z serii Sly Cooper. Nazwisko głównego bohatera stanowi hołd dla Stana Sakaia, twórcy Usagiego Yojimbo. Jako inspirację dla pojawiających się w grze przedmiotów twórcy wskazują serię Tenchū, a dla możliwości grania jako honorowy samuraj albo duch grę Onimusha: Warlords. Jako inspiracje wymieniają również gry Karateka i Red Dead Redemption.

### Rozgrywka
Ghost of Tsushima zaprojektowany został jako gra wymagająca. Jin często otaczany jest przez przeważającą liczbę wrogów, a nawet podstawowi przeciwnicy mogą zabić go bez większego wysiłku. Zespół liczył na to, że dzięki trudniejszej walce gracze bardziej docenią wolniejszy rozwój postaci. Według Foksa trzema filarami gry były „błoto, krew i stal”, a twórcom przyświecało założenie, że będzie ona przyziemna, intuicyjna i wymagająca. Fox dodał, że każda walka na miecze miała być potencjalnie zabójcza, przypominając te oglądane w filmach samurajskich. System walki miał być najtrudniejszym do zaimplementowania elementem, twórcy stworzyli wiele jego iteracji, często modyfikując je podczas produkcji. Testerzy wczesnych wersji skarżyli się, że przeciwnicy są „gąbkami na ciosy mieczem” – zanim zginęli, potrafili przyjąć absurdalne ilości obrażeń, co psuło immersję. Zespół w ramach poprawek dodał słabe punkty pancerzy i samych wrogów, zanim ostatecznie podjęto decyzję, że każdy rodzaj przeciwnika będzie możliwy do pokonania po zadaniu mu określonej liczby trafień. Poziom zdrowia wrogów jest taki sam na każdym poziomie trudności – na wyższych nie są oni silniejsi, ale częściej i skuteczniej stosują bardziej defensywne taktyki, jak parowanie czy blokowanie. Wczesne prototypy opisane zostały jako „przesadzone”, ponieważ wrogowie odpierali wszystkie ataki, w rezultacie czego do gry wprowadzono system ogłuszania, pozwalający na przełamanie ich obrony i zadawanie im obrażeń, kiedy ci nie mogą się bronić. Pojedynki jeden na jednego celowo zostały wydłużone, ponieważ zdaniem twórców gracze odebraliby je jako starcie z minibossem, które nie powinno zakończyć się zbyt szybko. Bronie ducha zaprojektowano jako „nadzwyczaj zabójcze”, mające być bardziej skuteczne niż broń samurajska, dodatkowo pogłębiając dylemat moralny Jina pomiędzy wiernością honorowi a uratowaniem wyspy niehonorowymi metodami. Chociaż graczom może podobać się gra duchem, pod względem narracyjnym gra przypomina, że Jin uważa te techniki za haniebne i odrażające. Fox porównał Mongołów do watah wilków atakujących postać gracza ze wszystkich stron, a walkę do tańca, w którym gracz musi płynnie „lawirować pomiędzy mongolskimi mieczami”, kiedy wielu przeciwników atakuje go jednocześnie.
Jednym z celów studia było stworzenie „pięknego, sielskiego i przepełnionego naturą otwartego świata feudalnej Japonii”. Podczas ogłoszenia gry na Paris Game Week Connell odszedł od scenariusza, obwieszczając, że w grze nie pojawi się żadna mechanika znaczników wskazujących cel, a eksploracja napędzana będzie głównie ciekawością gracza. Ogłoszenie to było niespodziewane dla zespołu, który musiał dodać do gry nowe rozwiązania, żeby spełnić obietnicę Connella. Sucker Punch starało się upewnić, że w Ghost of Tsushima znajdą się momenty pozwalające graczowi na odpoczynek i pełne zanurzenie się w świecie. Cel ten osiągnięto poprzez minimalistyczny head-up display, prowadzenie do interesujących miejsc przez naturę oraz odprężające aktywności poboczne w otwartym świecie, niepowiązane z rozwojem postaci czy wątkiem fabularnym. Zadania poboczne porównano do zbioru opowieści, a w ich ramach Jin poznaje postacie, które zwyczajnie starają się przeżyć w brutalnych realiach wojny. Connell dodał, że ostatecznym celem twórców było sprawienie, żeby gracze zatracili się w odtworzonej przez nich feudalnej Japonii.

### Projekt artystyczny i świata
Na wczesnym etapie prac twórcy postanowili, że wiejący zewsząd wiatr będzie „wizualną wizytówką” Ghost of Tsushima. Pomysł ten zainspirowany został przez wczesne filmy z gatunku chanbara, w których w tle często pojawiały się kurz, dym i wiatr. Początkowo w grze znajdowały się ikony i kompas pomagające w nawigacji, zanim stwierdzono, że gracze zbyt dużo czasu poświęcają patrzeniu na znaczniki zamiast na sam świat gry, wobec czego twórcy postanowili je usunąć, a za kierunkowskaz służy wiatr, co zmusza gracza do obserwowania otoczenia. Stworzenie takiego rozwiązania zajęło około tygodnia, a następny rok poświęcono na jego rozwijanie. Zainspirowane zostało ono Shadow of the Colossus, w którym kierunek wskazywany jest przez trzymany w górze miecz. Connell dodał, że „natura jest symbolem domu Jina”, a prowadzenie przez wiatr miało być ważnym narzędziem do „nawiązania połączenia” z nim. Według Fleminga, wiatr przewodni wzmacnia wrażenie, że „nawet natura jest po stronie gracza”. Nawiązuje to również do historii, ponieważ Mongołowie zostali zdziesiątkowani przez tajfun, który Japończycy odebrali jako „boski wiatr” zesłany do obrony ich ojczyzny. Wiele użytych w grze efektów cząsteczkowych i systemów zostało zapożyczonych z gier z serii Infamous.
Twórcy nie chcieli stworzyć dokładnej kopii Cuszimy. Chociaż obszar świata gry pod względem kształtu odpowiada kształtowi wyspy, zespół celowo zapełnił go różnymi biomami, żeby każdy region różnił się od siebie. Pozwoliło to nadać każdemu z nich unikalnych cech, a gracz może z łatwością odróżnić je od siebie nawet patrząc na nie z daleka. Do osiągnięcia tego efektu wykorzystano wyróżniające się kolory podczas projektowania natury, dodatkowo w każdym obszarze zdecydowano się na inny dominujący rodzaj listowia, którego ilość celowo jest przesadzona, co miało stworzyć „kieszonki ogromnej śmiałości i piękna”. Przykładowo, podczas projektowania Złotego Lasu skoncentrowano się na drzewach w odcieniach pomarańczowego i żółtego zamiast umieścić w nim różne rodzaje drzew, które w rzeczywistości powinny rosnąć w takim miejscu. Connell opisał miejsca odwiedzane w grze jako pomyślane w taki sposób, żeby mogły stanowić podręcznikową definicję „mokrego snu fotografa”. Fox dodał, że wyspa w grze jest znacznie bardziej zróżnicowana niż w rzeczywistości, ponieważ podczas jej projektowania inspirowano się wyglądem głównych Wysp Japońskich, a nie tylko samej Cuszimy.
Według Fleminga, „w Japonii wszystko wydaje się celebrować przestrzeń negatywną”, wobec czego twórcy starali się stawiać na minimalizm każdego możliwego aspektu gry – czy to architektury i wystroju wnętrz, czy interfejsu. Connell dodał, że zespołom odpowiedzialnym za oprawę artystyczną i środowisko trudno było przystosować się do Ghost of Tsushima po dziewięciu latach prac nad grami z serii Infamous, charakteryzujących się „punkrockowym” stylem wizualnym. Estetyka i minimalizm krajobrazu zainspirowane zostały przez Shadow of the Colossus i The Legend of Zelda: Breath of the Wild, twórcy starali się jednak, żeby oprawa była bardziej fotorealistyczna, podkreślając malowniczość świata przedstawionego. Większość świata została zaprojektowana jako „sielankowa” i „wyciszona”, żeby bardziej kontrastowała z przemocą zarówno walk toczonych przez Jina, jak i samej fabuły. W grze dostępny jest opcjonalny czarno-biały filtr, nazwany „trybem Kurosawy”. Pracując nad nim, twórcy wielokrotnie testowali grę używając powszechnych ustawień ułatwiających granie osobom ze ślepotą barw.
Pancerze Jina były mocno inspirowane projektami z okresów Kamakura i Heian, zostały zaprojektowane tak, żeby były nieporęczne i kolorowe, promieniując „poczuciem królewskości” i kontrastując z ciemniejszymi, bardziej zwinnymi strojami ducha. Tworząc zbroje ducha zespół celowo unikał projektów nawiązujących do tradycjonalnego stroju zabójcy – tj. długich czarnych tkanin – chcąc, żeby były one bardziej realistyczne. Określone części strojów, np. peleryny czy kutasy, poruszają się na wietrze, co miało połączyć Jina i gracza ze światem gry. Wojownicy rekrutowani z pospólstwa noszą zużyte zbroje i mają wygląd bardziej niechlujny niż typowi samurajowie. Wieśniacy często noszą stroje w geometrycznymi wzorami oddającymi ich pochodzenie, np. na ubiorze tych z północy wyspy pojawia się wzorek w płatki śniegu. Główny antagonista nosi dwie zbroje, z czego jedna jest całkowicie wyprana z kolorów i ma kanciaste kształty, co miało dodatkowo podkreślać jego opresyjność i brutalność.

### Muzyka i dźwięk
Głównym dźwiękowcem gry był Brad Meyer. W celu nagrania odgłosów szermierki wykorzystano tępe miecze użyte wcześniej przez Santa Monica Studio – innego producenta gier należącego do Sony – przy sesjach nagraniowych God of War. Według Meyera zespół spędził sporo czasu na „uderzaniu nimi o siebie, machaniu nimi, podwieszaniu ich pod sufitem i obracania nimi”, żeby nagrać interesujące odgłosy. Cięto nimi także owoce, warzywa i tkaniny, żeby stworzyć realistyczne odgłosy miecza tnącego ludzkie ciało. Mniejszy nacisk na takie odgłosy położono w momentach, kiedy Jin eksploruje wyspę, nie angażując się bezpośrednio w walkę. Do nagrania odgłos dzwonków wietrznych używanych przez Jina wykorzystano japońskie fūrin. Na ptaka prowadzącego Jina wybrano wilgę maskową, ponieważ gatunek ten występuje w Japonii, a Meyer nagrał jego odgłosy w 2018 roku podczas wakacji na Sri Lance. System dźwięku i muzyki bazował pierwotnie na tym z Infamous: Second Son, gdzie muzyka towarzysząca walce podzielona była na trzy etapy, stopniowo przybierające na intensywności. Ze względu na obecne w Ghost of Tsushima dodatkowe elementy, jak postawy ducha czy prowokacje, musiały zostać one dodatkowo rozbudowane.
Ścieżkę dźwiękową do gry napisał brytyjski kompozytor Ilan Eshkeri, który przestudiował style muzyczne XIII-wiecznej Japonii, w tym dworską muzykę gagaku, buddyjski śpiew shōmyō i opowieści bajarzy biwa hōshi. Teksty z języka angielskiego na japoński pomogła przełożyć grupa konsultantów językowych. Twórcy poprosili Eshkeriego o napisanie muzyki, kiedy zapoznali się z jego utworami skomponowanymi na potrzeby Koriolana Ralpha Fiennesa. Szczególne wrażenie zrobiło na nich to, w jaki sposób potrafił odtworzyć muzykę japońską przy użyciu zachodnich instrumentów. Eshkeri początkowo miał wątpliwości, ponieważ nie był zaznajomiony z komponowaniem muzyki do gier akcji, ale przyjął propozycję po zapoznaniu się z zarysem scenariusza. Nauczył się japońskich skali, grania na japońskich instrumentach, słuchał muzyki z Cuszimy i spotkał się z Junko Uedą, jedną z ostatnich muzyczek wciąż grających na biwie – instrumencie używanym przez samurajów. Instrument ten wykorzystano do nagrania „The Way of the Ghost”, osobistego motywu muzycznego Jina. Eshkeri zacytował bądź zaaranżował również kilka średniowiecznych japońskich utworów, w tym m.in. Heike monogatari, celowo jednak unikał słuchania muzyki z filmów Kurosawy, żeby jego kompozycje pozostały oryginalne. Jako najtrudniejsze wyzwanie wskazał napisanie utworu towarzyszącego finalnej bitwie, który musiał być jednocześnie emocjonalny i pełny akcji. Ostatecznie napisał dwukrotnie więcej muzyki, niż było to potrzebne na potrzeby gry. W Ghost of Tsushima usłyszeć można także pięć suit japońskiego kompozytora Shigeru Umebayashiego, który był odpowiedzialny za muzykę słyszalną podczas eksplorowania świata. Pełna ścieżka dźwiękowa do gry wydana została 17 lipca 2022. 10 lipca 2022 wytwórnia Milan Records wydała minialbum Sound of the Storm: Ghost of Tsushima Soundtrack – Reimagined, zawierający remiksy utworów z gry wykonane przez Tokimonstę, Tycha, The Glitch Mob i Alessandra Cortiniego.

## Dystrybucja i marketing
Promocję gry rozpoczęto w październiku 2017, kiedy podczas konferencji prasowej Sony Interactive Entertainment na Paris Games Week zaprezentowano jej zwiastun. Sony nie chciało ujawniać gry zbyt wcześnie, ponieważ wiele z obecnych w niej systemów było niepewnych i mogło się zmienić. Podczas targów Electronic Entertainment Expo w 2018 zaprezentowano wersję demonstracyjną prezentującą rozgrywkę, czemu towarzyszył występ na żywo Corneliusa Bootsa grającego na shakuhachi. Pierwotnie premiera Ghost of Tsushima przewidziana była na 26 czerwca 2020, jednak w związku z opóźnieniami wynikającymi z pandemii Covidu-19 ostatecznie miała miejsce 17 lipca. Gra ukazała się w czterech edycjach – standardowej, cyfrowej deluxe, specjalnej i kolekcjonerskiej – oferujących różne bonusy fizyczne bądź cyfrowe, do odblokowania w grze. Rada ds. turystyki Cuszimy i prefektura Nagasaki we współpracy z Sony uruchomiły stronę internetową, pozwalającą czytelnikom zapoznać się z historią i kulturą prawdziwej wyspy. W listopadzie firma Cook & Becker wprowadziła na rynek grafiki w stylu malarstwa japońskiego inspirowane scenami i miejscami z gry.
16 października 2020 produkcja została wzbogacona o tryb nowej gry plus oraz moduł wieloosobowy Ghost of Tsushima: Legends. Chociaż Legends dodano dopiero po premierze, studio już na wczesnych etapach prac nad grą stwierdziło, że chce zawrzeć w niej jakąś formę rozgrywki kooperacyjnej. Prace nad trybem rozpoczęły się w 2016, a twórcy eksperymentowali z jego projektem przez około rok. Ostatecznie zdecydowano, że będzie się on koncentrował na motywach nadprzyrodzonych, co pozwoliło na swobodę twórczą przy projektowaniu obecnych w nim postaci i ich umiejętności. W kampanii fabularnej dodano na Cuszimie bajarza legend, który spaja Legends z opowieścią o Jinie. Według Darrena Bridge’a, głównego projektanta trybu, jego styl wizualny został dopracowany dopiero na dziewięć miesięcy przed premierą. Na bardzo późnym etapie ukończono również walkę z bossem, przez co zespół początkowo rozważał dodanie go w późniejszym czasie albo całkowite jego usunięcie. W grudniu 2020 w Legends pojawiły się stroje dla postaci nawiązujące do innych marek PlayStation: Bloodborne, God of War, Horizon: Zero Dawn i Shadow of the Colossus. 3 września 2021 tryb Legends został wydany jako samodzielna produkcja, a w marcu 2022 udostępniony za darmo subskrybentom abonamentu PlayStation Plus.
20 sierpnia 2021 na PlayStation 4 i PlayStation 5 wydano Ghost of Tsushima: Director’s Cut. Wersja na nowszą konsolę wzbogacona została o synchronizację japońskiego dubbingu z ruchem ust postaci, obsługę haptycznych wibracji i adaptacyjnych spustów kontrolera DualSense, wsparcie dla dźwięku 3D, dynamiczną rozdzielczość 4K i krótsze czasy wczytywania. Wydanie to zawiera również dodatek fabularny Wyspa Iki, w którym Jin wyrusza na tytułową wyspę, żeby powstrzymać mongolski klan dowodzony przez szamankę Ankhsar Khatun – "Orlicę". Dodatek rozmiarem porównywalny jest do pierwszego aktu gry, a jego fabuła staje się dostępna równolegle z początkiem aktu drugiego. Wyspa Iki różni się od Cuszimy, zamieszkana jest głównie przez bandytów, łupieżców i przestępców. Projektując ją, twórcy ponownie użyli wyróżniających się kolorów, stosując jednak inną ich paletę, żeby łatwo było odróżnić ją od głównej wyspy. Według Sucker Punch, historia pozwala na zapoznanie się z przeszłością Jina i klanu Sakaiów, przedstawiając też inwazję Mongołów z innego punktu widzenia. Dodatek wprowadza kilka nowych umiejętności bojowych, np. możliwość szarżowania koniem na przeciwników, nowe zadania poboczne i aktywności w otwartym świecie, takie jak chociażby odwiedzanie zwierzęcych sanktuariów. Muzykę do Wyspy Iki skomponowali Chad Cannon i Bill Hemstapat, którzy współpracowali wcześniej z Umebayashim przy aranżacji i instrumentacji „Tsushima’s Suite”. W lutym 2022 do Director’s Cut dodano zestaw pancerza inspirowany postacią Aloy z Horizon: Forbidden West. W kwietniu 2022 Sucker Punch poinformowało, że zaprzestaje dalszego aktualizowania zarówno podstawowej wersji gry, jak i Legends, a odpowiedzialne za to wcześniej osoby zostały przeniesione do rozwoju innych projektów.

## Odbiór

### Opinie krytyków
Według agregatora recenzji Metacritic, Ghost of Tsushima spotkał się z pozytywnym przyjęciem ze strony krytyków. Była to trzecia zachodnia gra, która otrzymała najwyższą ocenę przyznaną przez japońskie czasopismo „Famitsū”; wcześniej notę taką otrzymały jedynie The Elder Scrolls V: Skyrim (2011) i Grand Theft Auto V (2013). O Ghost of Tsushima pozytywnie wypowiedział się również Toshihiro Nagoshi, reżyser gier z serii Yakuza, chwalący przede wszystkim Jina jako głównego bohatera, ponieważ japońskie studia raczej nie dałyby zielonego światła projektowi, którego główny bohater nie jest bishōnenem, bo utrudniałoby to promocję. W marcu 2021 Fox i Connell zostali mianowani przez władze Cuszimy ambasadorami turystycznymi wyspy za „promowanie w swoich utworach jej nazwy i historii”.
Uniwersalnie chwalonym aspektem gry była fabuła. Matt Miller z „Game Informera” napisał, że Ghost of Tsushima oferuje „opowieść o sprzecznych ideałach honoru i zemsty”, chwaląc zadania za „ponurą kontemplację” brutalności wojny i jej wpływu na zwykłych mieszkańców. Mitchell Saltzman z IGN-u wypowiedział się pozytywnie na temat występów Tsujiego i Gallaghera. Stwierdził, że Jin jest „przekonujący”, a chan zapadającym w pamięć antagonistą, którego „miękka intensywność” jest „dziwnie uspokajająca pomimo jego przerażających intencji”. Krytycy chwalili obsadę odgrywającą postacie poboczne, których osobiste historie oddziaływały znacząco na główną fabułę i rozwój postaci Jina. W wielu przypadkach zadania poboczne uznano za powtarzalne i niezapadające w pamięć. Chris Tapsell z Eurogamera porównał je niekorzystnie do tych z Wiedźmina 3: Dzikiego Gonu, krytykując ich szablonowość i niesatysfakcjonujące nagrody za ich wykonanie. Chociaż chwalono obsadę głosową, część recenzentów krytykowała brak synchronizacji ruchu ust postaci z kwestiami w japońskim dubbingu, co zostało później poprawione w Director’s Cut. Piszący dla GameSpotu Edmond Tran zauważył, że postacie charakteryzują się „zauważalnym brakiem mowy ciała”, co obniża ładunek emocjonalny niektórych scen, dodając jednak, że ratują je zdjęcia i muzyka. Keza MacDonald w niepochlebnej recenzji opublikowanej w „The Guardian” uznał, że scenariuszowi brakuje intrygi, a gra „tak kurczowo trzyma się motywów i wątków z klasycznych samurajskich filmów akcji, że czasami zapomina o tym, że powinna mieć własną tożsamość”.
Recenzenci pozytywnie ocenili także rozgrywkę. Millerowi podobała się różnorodność wrogów, a walka jego zdaniem pozostawała wymagająca i interesująca nawet pod koniec gry. Uznał, że oba style gry są satysfakcjonujące, chwalił też pozostawienie graczowi pełnej swobody odnośnie do tego, w jaki sposób chce wykonać cele i zadania. Rachel Weber z GamesRadaru również przyznała, że gra jest wymagająca, opisała ją jako „płynną niczym taniec”, a w walce duży nacisk położono na odpowiednie wyczucie czasu na wykonanie ataku czy parowania. Szczególnie chwalonym elementem były prowokacje, dobrze oddające klimat filmów samurajskich. Saltzman docenił system walki, porównując go do tego ze wczesnych Assassin’s Creedów, gier z serii Batman: Arkham czy Sekiro: Shadows Die Twice. Spodobał mu się również system rozwoju postaci, ponieważ nie wymaga on spędzenia dużej ilości czasu w celu zdobywania kolejnych poziomów, a poziom trudności nie wzrasta nagle wraz z postępami gracza. Mike Williams z USgamer uznał, że walka była „przyzwoita”, jednak kąt kamery i brak możliwości zablokowania widoku na konkretnym przeciwniku utrudnia kontrolowanie pola walki, kiedy wrogowie zalewają Jina z różnych kierunków i używając różnych rodzajów ataków. Niektórzy recenzenci byli zawiedzeni mechaniką skradania, która w ich odczuciu była zbyt prosta. Zarówno Williams, jak i Saltzman stwierdzili, że w grze niedomaga sztuczna inteligencja przeciwników.
Weber uznała świat Ghost of Tsushima za „dzieło sztuki”, Miller opisał go jako „malarską wizję feudalnej Japonii”, z kolei Saltzmann stwierdził, że pod względem wizualnym jest on jednym z najlepszych otwartych światów w historii gier komputerowych. Krytycy chwalili przede wszystkim sposób, w jaki gra wykorzystuje naturę – wiatr czy ptaki – żeby wskazać graczom drogę do celu, zaś Williams uznał mechanikę wiatru przewodniego za „znaczącą innowację”. Według Trana zachęca on do eksplorowania świata, zwiększając prawdopodobieństwo, że gracze będą „podążać krętymi ścieżkami wśród gór czy wzdłuż brzegu rzeki” zamiast wybierać najkrótszą trasę. Recenzentom spodobały się również momenty oferujące chwilę ulgi i wytchnienia. Miller pochwalił fakt, że projekt świata zachęca do eksploracji, narzekał jednak, że niektóre sekcje platformowe były zbyt ograniczające i statyczne. Chris Carter z Destructoidu chwalił niektóre aktywności w otwartym świecie, wskazując układanie haiku czy kąpiel w onsenie jako unikatową opcjonalną zawartość. Dla odróżnienia Tapsellowi struktura świata nie spodobała się – stwierdził, że jest ona pozbawiona polotu i przestarzała, zaś aktywnościom pobocznym i miejscom charakterystycznym brakuje różnorodności i nimbu tajemnicy. Andrew Webster w recenzji dla The Verge uznał, że powtarzalność aktywności w otwartym świecie podkopuje innowacyjne pomysły gry. Kirk McKeand z VG247 również krytykował czynności poboczne jako zaburzające tempo opowieści, zaś strukturę niektórych zadań uznał za „archaiczną”.

### Sprzedaż
W tygodniu premiery Ghost of Tsushima był najlepiej sprzedającą się w dystrybucji fizycznej grą w Wielkiej Brytanii, do końca roku rozchodząc się w 373 473 egzemplarzach. Była to również najlepiej sprzedająca się na płytach gra lipca 2020 w Stanach Zjednoczonych, zdobywając tam miano najszybciej sprzedającej się produkcji studia Sucker Punch. Pod względem dystrybucji cyfrowej była najchętniej pobieraną grą w Europie i Stanach Zjednoczonych, a w USA siódmą najlepiej sprzedającą się grą 2020. Director’s Cut w tygodniu premiery była najlepiej sprzedającą się grą w Wielkiej Brytanii, a w sierpniu 2021 drugą najlepiej sprzedającą się w USA. Na całym świecie w ciągu trzech dni od premiery sprzedano ponad 2,4 mln egzemplarzy, czyniąc grę najlepiej sprzedającym się debiutem nowej marki Sony na PlayStation 4. Do listopada 2020 sprzedano ponad 5 mln kopii, a do lipca 2022 – wliczając Director’s Cut – 9,73 mln.
W Japonii była najlepiej sprzedającą się grą w tygodniu premiery (212 915 egzemplarzy), zaś w pierwszym miesiącu u niektórych sprzedawców wyczerpany został jej nakład. Łącznie w Japonii sprzedano ponad 412 tys. kopii, a produkcja pozostawała na liście trzydziestu najlepiej sprzedających się gier przez ponad piętnaście tygodni z rzędu. Jest to w tym kraju druga (po Marvel's Spider-Man) najlepiej sprzedająca się w historii gra wyprodukowana przez studio należące do Sony.

### Nagrody i wyróżnienia
Poza poniższymi, Ghost of Tsushima uznano za grę roku w plebiscytach „PlayStation Official Magazine – UK” i serwisu Hardcore Gamer, z kolei w plebiscycie Gier-Online gra zajęła 2. miejsce.
| Rok  | Nagroda / organizacja             | Kategoria                                                         | Wynik      |
| ---- | --------------------------------- | ----------------------------------------------------------------- | ---------- |
| 2020 | Golden Joystick Awards            | Gra roku na PlayStation                                           | nominacja  |
| 2020 | Golden Joystick Awards            | Najlepszy dźwięk                                                  | nominacja  |
| 2020 | Golden Joystick Awards            | Najlepsza fabuła                                                  | nominacja  |
| 2020 | Golden Joystick Awards            | Najlepszy projekt wizualny                                        | nominacja  |
| 2020 | Golden Joystick Awards            | Studio roku                                                       | nominacja  |
| 2020 | The Game Awards 2020              | Gra roku                                                          | nominacja  |
| 2020 | The Game Awards 2020              | Najlepsza reżyseria                                               | nominacja  |
| 2020 | The Game Awards 2020              | Best Art Direction                                                | wygrana    |
| 2020 | The Game Awards 2020              | Najlepszy kierunek artystyczny                                    | nominacja  |
| 2020 | The Game Awards 2020              | Najlepszy aktor (Daisuke Tsuji jako Jin Sakai)                    | nominacja  |
| 2020 | The Game Awards 2020              | Najlepszy projekt dźwięku                                         | nominacja  |
| 2020 | The Game Awards 2020              | Najlepsza gra przygodowa/akcji                                    | nominacja  |
| 2020 | The Game Awards 2020              | Wybór graczy                                                      | wygrana    |
| 2020 | Titanium Awards                   | Najlepszy projekt narracji                                        | nominacja  |
| 2020 | Titanium Awards                   | Najlepszy projekt artystyczny                                     | nominacja  |
| 2021 | 24. D.I.C.E. Awards               | Gra roku                                                          | nominacja  |
| 2021 | 24. D.I.C.E. Awards               | Przygodowa gra roku                                               | wygrana    |
| 2021 | 24. D.I.C.E. Awards               | Najlepsza muzyka oryginalna                                       | wygrana    |
| 2021 | 24. D.I.C.E. Awards               | Najlepszy projekt artystyczny                                     | wygrana    |
| 2021 | 24. D.I.C.E. Awards               | Najlepszy projekt dźwięku                                         | wygrana    |
| 2021 | 24. D.I.C.E. Awards               | Najlepsza fabuła                                                  | nominacja  |
| 2021 | 24. D.I.C.E. Awards               | Osiągnięcie techniczne                                            | nominacja  |
| 2021 | 24. D.I.C.E. Awards               | Najlepszy projekt gry                                             | nominacja  |
| 2021 | 24. D.I.C.E. Awards               | Najlepsza reżyseria gry                                           | nominacja  |
| 2021 | Visual Effects Society Awards     | Najlepsze zdjęcia w projekcie generowanym komputerowo             | nominacja  |
| 2021 | Visual Effects Society Awards     | Najlepsze efekty wizualne w projekcie czasu rzeczywistego         | wygrana    |
| 2021 | 17. British Academy Games Awards  | Osiągnięcie artystyczne                                           | nominacja  |
| 2021 | 17. British Academy Games Awards  | Najlepszy dźwięk                                                  | wygrana    |
| 2021 | 17. British Academy Games Awards  | Najlepsza gra                                                     | nominacja  |
| 2021 | 17. British Academy Games Awards  | Projekt gry                                                       | nominacja  |
| 2021 | 17. British Academy Games Awards  | Gra wieloosobowa                                                  | nominacja  |
| 2021 | 17. British Academy Games Awards  | Muzyka                                                            | nominacja  |
| 2021 | 17. British Academy Games Awards  | Fabuła                                                            | nominacja  |
| 2021 | 17. British Academy Games Awards  | Marka oryginalna                                                  | nominacja  |
| 2021 | 17. British Academy Games Awards  | Najlepszy aktor pierwszoplanowy (Daisuke Tsuji jako Jin Sakai)    | nominacja  |
| 2021 | 17. British Academy Games Awards  | Najlepszy aktor drugoplanowy (Patrick Gallagher jako Khotun-chan) | nominacja  |
| 2021 | 17. British Academy Games Awards  | Gra roku wg EE                                                    | nominacja  |
| 2021 | 21. Game Developers Choice Awards | Gra roku                                                          | nominacja  |
| 2021 | 21. Game Developers Choice Awards | Najlepszy dźwięk                                                  | nominacja  |
| 2021 | 21. Game Developers Choice Awards | Najlepszy projekt                                                 | nominacja  |
| 2021 | 21. Game Developers Choice Awards | Najlepsza fabuła                                                  | nominacja  |
| 2021 | 21. Game Developers Choice Awards | Najlepsza technologia                                             | nominacja  |
| 2021 | 21. Game Developers Choice Awards | Najlepszy kierunek artystyczny                                    | wygrana    |
| 2021 | Japan Game Awards 2021            | Nagroda projektantów gier                                         | 2. miejsce |
| 2021 | Japan Game Awards 2021            | Wybitna gra                                                       | wygrana    |
| 2021 | Japan Game Awards 2021            | Grand Prize                                                       | wygrana    |
| 2021 | Golden Joystick Awards 2021       | Najlepszy dodatek do gry (Wyspa Iki)                              | wygrana    |

## Ekranizacja
25 marca 2021 Sony Pictures i PlayStation Productions zapowiedziały realizację filmowej ekranizacji gry, reżyserowanej przez Chada Stahelskiego. Jej producentami mają zostać Stahelski, Alex Young i Jason Spitz z 87Eleven Entertainment oraz Asad Qizilbash i Carter Swan z PlayStation Productions. Producentem wykonawczym z ramienia Sucker Punch został Peter Kang. 12 kwietnia 2022 na scenarzystę wybrano Takashiego Doschera.

## Kontynuacja
24 września 2024 zapowiedziano drugą grę z serii – Ghost of Yōtei – mającą ukazać się w 2025 na PlayStation 5. Jej fabuła koncentrować będzie się na żeńskiej wojowniczce Atsu działającej w rejonie góry Yōtei w 1603 roku – kilkaset lat po wydarzeniach z Ghost of Tsushima. Z częścią pierwszą łączyć ma ją tylko kilka ogólnych założeń, w tym przede wszystkim idea bycia „duchem”.